# 反町 (横浜市)
反町（たんまち）は、神奈川県横浜市神奈川区の町名。現行行政地名は反町1丁目から反町4丁目（字丁目）。住居表示未実施区域。

## 地理
神奈川区の中央部に位置し、北東に広台太田町、南東に幸ケ谷、南に桐畑、南西の一部分で上反町、西に松本町、北西に旭ケ丘と接している。

## 歴史

### 沿革
- 1932年（昭和7年）1月1日 - 青木町の一部を分離し、反町を新設。横浜市神奈川区反町となる[6]。
- 1961年（昭和36年）2月16日 - 反町地区の土地区画整理事業に伴い[7]、反町の一部を松本町、桐畑へ編入[8]。

## 世帯数と人口
2025年（令和7年）6月30日現在（横浜市発表）の世帯数と人口は以下の通りである。
| 丁目      | 世帯数    | 人口    |
| --------- | --------- | ------- |
| 反町1丁目 | 955世帯   | 1,314人 |
| 反町2丁目 | 422世帯   | 671人   |
| 反町3丁目 | 294世帯   | 422人   |
| 反町4丁目 | 563世帯   | 1,079人 |
| 計        | 2,234世帯 | 3,486人 |

### 人口の変遷
国勢調査による人口の推移。
| 年                 | 人口  |
| ------------------ | ----- |
| 1995年（平成7年）  | 1,779 |
| 2000年（平成12年） | 2,162 |
| 2005年（平成17年） | 2,279 |
| 2010年（平成22年） | 2,616 |
| 2015年（平成27年） | 2,839 |
| 2020年（令和2年）  | 3,033 |

### 世帯数の変遷
国勢調査による世帯数の推移。
| 年                 | 世帯数 |
| ------------------ | ------ |
| 1995年（平成7年）  | 878    |
| 2000年（平成12年） | 1,147  |
| 2005年（平成17年） | 1,278  |
| 2010年（平成22年） | 1,577  |
| 2015年（平成27年） | 1,736  |
| 2020年（令和2年）  | 1,901  |

## 学区
市立小・中学校に通う場合、学区は以下の通りとなる（2024年11月時点）。
| 丁目      | 番・番地等 | 小学校             | 中学校               |
| --------- | ---------- | ------------------ | -------------------- |
| 反町1丁目 | 全域       | 横浜市立青木小学校 | 横浜市立栗田谷中学校 |
| 反町2丁目 | 全域       | 横浜市立青木小学校 | 横浜市立栗田谷中学校 |
| 反町3丁目 | 全域       | 横浜市立青木小学校 | 横浜市立栗田谷中学校 |
| 反町4丁目 | 全域       | 横浜市立青木小学校 | 横浜市立栗田谷中学校 |

## 事業所
2021年（令和3年）現在の経済センサス調査による事業所数と従業員数は以下の通りである。
| 丁目      | 事業所数  | 従業員数 |
| --------- | --------- | -------- |
| 反町1丁目 | 77事業所  | 1,092人  |
| 反町2丁目 | 66事業所  | 605人    |
| 反町3丁目 | 43事業所  | 424人    |
| 反町4丁目 | 30事業所  | 197人    |
| 計        | 216事業所 | 2,318人  |

### 事業者数の変遷
経済センサスによる事業所数の推移。
| 年                 | 事業者数 |
| ------------------ | -------- |
| 2016年（平成28年） | 212      |
| 2021年（令和3年）  | 216      |

### 従業員数の変遷
経済センサスによる従業員数の推移。
| 年                 | 従業員数 |
| ------------------ | -------- |
| 2016年（平成28年） | 2,263    |
| 2021年（令和3年）  | 2,318    |

## 交通
- 国道1号（第二京浜国道・横浜新道）
- 東急東横線反町駅 - 隣接する上反町にある。

## 施設
- 反町公園
- 神奈川警察署 反町交番
- 横浜市医師会 神奈川区休日急患診療所[18]
- 横浜信用金庫 反町支店[19]
- いずみ反町公園保育園(いずみ東白楽保育園分園)[20]
- 横浜市反町地域ケアプラザ[21]
- 学校法人大原学園(資格の大原) 横浜校1・3号館[注 1][22]

1号館…大原簿記情報ビジネス専門学校 横浜校
3号館…大原法律公務員専門学校 横浜校

## その他

### 日本郵便
- 郵便番号 : 221-0825[3]（集配局：神奈川郵便局[23]）

### 警察
町内の警察の管轄区域は以下の通りである。
| 番・番地等 | 警察署       | 交番・駐在所 |
| ---------- | ------------ | ------------ |
| 全域       | 神奈川警察署 | 反町交番     |